# Ахейцы
Ахе́йцы или ахея́не (др.-греч. Ἀχαιοί, лат. Achaei, Achivi) — наряду с ионийцами, дорийцами и эолийцами являлись одним из основных древнегреческих племён. Предки ахейцев изначально обитали в районе Придунайской низменности или даже в степях Северного Причерноморья, откуда они мигрировали в Фессалию (с начала II-го тыс. до н. э.), позже — на полуостров Пелопоннес. В эпическом языке «Илиады» Гомера под ахейцами подразумеваются все греки Пелопоннеса. Параллельно в произведении греки называются данайцами (Δαναοί) и аргивянами (др.-греч. Ἀργεῖοι) — жителями Аргоса.

## История
Как и на Крите, в Греции сначала жило негреческое население. Неизвестно, на каком языке говорили эти люди. На рубеже III и II тысячелетий до н. э. с севера сюда вторгаются греки-ахейцы.
Первые раннеклассовые государства ахейцев (Микены, Тиринф, Пилос, Афины и др.) образовались в первой половине II тыс. до н. э. в эпоху бронзового века. Позднее на Пелопоннесе ахейцами было образовано государство Аргос и ок. 1500 г. до н. э. завоёван остров Крит, что положило начало Микенской цивилизации, где сохранились многие элементы местной минойской цивилизации: письменность (Линейное письмо Б), фрески, вазопись. Ахейцы установили тесные контакты с Хеттским государством.
В XIII веке до н. э. ахейские мореходы достигали о. Сицилия и о. Мальта (там найдена микенская керамика), а также высаживали десант в Африке для нападения на Египет (1226 г. до н. э.). Ахейцы участвовали в Троянской войне (около 1200 г. до н. э.).
В XII веке до н. э. были вытеснены со своих земель в Арголиде дорийцами в ходе завоеваний последними микенских городов и переселились на север Пелопоннеса (область получила название Ахайя), выселив оттуда ионийцев в Малую Азию, на Кипр и другие острова.

## Аххиява
Часто название ахейцев сопоставляют с упоминаемой в хеттских текстах страной Аххиява'.
Ряд исследователей считают, что Аххиява хеттских текстов обозначает Крит, и лишь позднее, после перемещения центра власти с Крита в Микены, или даже в более позднюю эпоху, термин стал применяться к грекам микенской культуры в целом. Другие, напротив, относят Аххияву хеттов исключительно к малоазийской территории.
Египетские источники упоминают ахейцев (акайваша) среди «народов моря».
В позднебронзовом веке, после распада Микенского и Хеттского царств, государство под названием Хиява (в ассирийских текстах — Куэ) существовало краткое время в Киликии. Его основание связывается с «народами моря», а в материальной культуре было много заимствований из Микенской Греции.

## Общество
Во главе ахейского общества стояли цари («ванака»). Основу войска составляли боевые колесницы. Большая роль отводилась жрецам, которые почитали преимущественно Зевса и Посейдона. Основание общественной пирамиды составляли зависимые крестьяне. Имелись элементы рабовладения.
Аристократам устраивали пышные похороны (Микенские шахтовые гробницы) и накладывались золотые маски (см. Маска Агамемнона)